# Traryds socken
Traryds socken i Småland ingick i Sunnerbo härad i Finnveden och området ingår sedan 1971 i Markaryds kommun och motsvarar från 2016 Traryds distrikt i Kronobergs län.
Socknens areal är 113,1 kvadratkilometer, varav land 112,1. År 2000 fanns här 3 331 invånare. Tätorten Strömsnäsbruk samt tätorten Traryd med sockenkyrkan Traryds kyrka ligger i socknen. 

## Administrativ historik
Traryds socken har medeltida ursprung. 
Vid kommunreformen 1862 övergick socknens ansvar för de kyrkliga frågorna till Traryds församling  och för de borgerliga frågorna till Traryds landskommun. Traryds landskommun inkorporerade 1952 Hinneryds landskommun och blev samtidigt en köping, Traryds köping, vilken i sin tur 1971 uppgick i Markaryds kommun.
1 januari 2016 inrättades distriktet Traryd, med samma omfattning som församlingen hade 1999/2000.
Socknen har tillhört samma fögderier och domsagor som Sunnerbo härad. De indelta soldaterna tillhörde Kronobergs regemente, Södra Sunnerbo kompani.

## Geografi
Traryds socken ligger kring Lagan som söder om kyrkan bildar en dalgång. Socken består av småkuperad skogsbygd, rik på mossar.

## Fornminnen
En hällkista från stenåldern samt ett järnåldersgravfält med en skeppssättning återfinns i socknen.

## Namnet
Namnet (1404 Tranvrydgz), taget från kyrkbyn, har ett förled trana och ett efterledet ryd, röjning.
Traryds socknen benämnd Traheryds socken före 1928 

### Fotnoter
1. 1 2 3  Svensk Uppslagsbok andra upplagan 1947–1955: Traryd socken
2. 1 2  Harlén, Hans; Harlén Eivy (2003). Sverige från A till Ö: geografisk-historisk uppslagsbok. Stockholm: Kommentus. Libris 9337075. ISBN 91-7345-139-8
3. ↑  Administrativ historik för Traryd socken (Klicka på församlingsposten). Källa: Nationella arkivdatabasen, Riksarkivet.
4. 1 2  Sjögren, Otto (1931). Sverige geografisk beskrivning del 2 Östergötlands, Jönköpings, Kronobergs, Kalmar och Gotlands län. Stockholm: Wahlström & Widstrand. Libris 9939
5. 1 2 3  Nationalencyklopedin
6. ↑  Fornlämningar, Statens historiska museum: Traryds socken
7. ↑  Fornminnesregistret, Riksantikvarieämbetet: Traryds socken Fornminnen i socknen erhålls på kartan genom att skriva in sockennamn (utan "socken") i "Ange geografiskt område"